# Zchinwali
Zchinwali (georgisch ცხინვალი; ossetisch und russisch Цхинвал/Zchinwal, bis 2008 Цхинвали/Zchinwali) ist eine Stadt in der Zchinwali-Region. Sie ist Hauptstadt der umstrittenen und international nur von einigen Staaten anerkannten Republik Südossetien, die völkerrechtlich zu Georgien gehört und dort als Teil der Region Innerkartlien betrachtet wird. Zchinwali liegt im Großen Kaukasus am Ufer des Großen Liachwi.

## Name
Zchinwali ist der in Georgien offiziell verwendete Name für das Gebiet Südossetien. Der georgische Name bedeutet übersetzt „Das Land der Hainbuchen“. Im Ossetischen und Russischen, und damit auch in Südossetien selbst, wird der Name Zchinwal benutzt. Der inoffizielle ossetische Name ist Tschreba.
Im russischen Sprachgebrauch wurden während der sowjetischen Epoche beide Namensformen, Zchinwali und Zchinwal verwendet, seit dem Kaukasuskrieg 2008 wird nach einem Präsidentenerlass jedoch nur noch die Bezeichnung „Zchinwal“ verwendet. Von 1934 bis 1961 hieß die Stadt zu Ehren von Stalin Staliniri.

## Wirtschaft und Verkehr

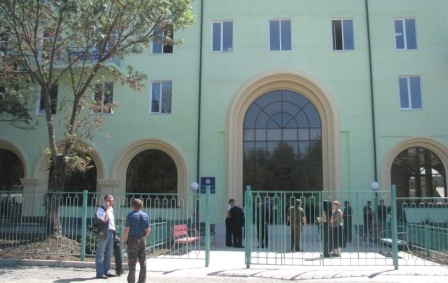
Gebäude der Südossetischen Staatlichen Universität

1940 wurde Zchinwali an das georgische Eisenbahnnetz angeschlossen. Es ist ein regionales Industriezentrum mit Sägewerken, Lebensmittel-, Textil- und Chemiefabriken.
Vor der Stadt, im Dorf Ergneti, lag ein großer Schwarzmarkt für geschmuggelte Güter aus Russland, der vor allem von Händlern aus dem nördlichen Georgien aufgesucht wurde. Er wurde im Sommer 2004 von den georgischen Behörden geschlossen. Seit 2008 untersteht ganz Südossetien der Kontrolle der nur von wenigen Staaten anerkannten Republik Südossetien, Russland investierte seitdem massiv in den Wiederaufbau der Region.

## Bevölkerung
Die Bevölkerung Zchinwalis besteht heute in ihrer großen Mehrheit aus Osseten, daneben leben noch kleinere Minderheiten an Georgiern, Russen und Armeniern in der Stadt. Die Einwohnerzahl ging, im Vergleich zu 1989, durch den Südossetienkonflikt und die bis heute unsichere politische Lage stark zurück. Insbesondere verließ der Großteil der nicht-ossetischen Bevölkerung seitdem die Stadt. Seit 2008 ist ein leichter Aufwärtstrend zu beobachten.
Bis Anfang des 20. Jahrhunderts wurde Zchinwali mehrheitlich von georgischen Juden, Georgiern und Armeniern bewohnt, während Osseten nur eine kleine Minderheit der Bewohner darstellten. Georgier stellten auch im unmittelbaren Umland der Stadt die Mehrheit. Im gesamten Verwaltungsbezirk (Zchinwalski utschastok des Ujesds Gori des Gouvernements Tiflis) waren allerdings die Osseten deutlich in der Mehrheit. Im Jahre 1917 lebten in der Stadt Zchinwali 38,4 Prozent Juden, 34,4 Prozent Georgier, 17,7 Prozent Armenier und 8,8 Prozent Osseten.
Nachdem sie zum Verwaltungszentrum des Südossetischen Autonomen Gebiets wurde, zogen immer mehr Osseten aus der Umgebung in die Stadt.
1979 setzte sich die Stadtbevölkerung zusammen aus 72,8 Prozent Osseten, 16,1 Prozent Georgiern, 5 Prozent Russen, 2 Prozent Armeniern und 1,9 Prozent Juden. Bis zur letzten offiziellen Volkszählung 1989 stieg die Einwohnerzahl auf 42.333, davon 74,5 Prozent Osseten und 16,3 Prozent Georgier. Im Umland der Stadt hatten sich die demografischen Verhältnisse ebenfalls geändert, hier hatte der georgische Bevölkerungsanteil, der 1939 noch 32,7 Prozent betrug, zugenommen, sodass dort 1989 52,6 Prozent Osseten rund 46,5 Prozent Georgiern gegenüberstanden. Seit dem Südossetienkonflikt hat ein Großteil der Georgier das Land verlassen. Bei einer informellen Pro-Haus-Umfrage (подворовой опрос) wurden 2012 etwa 28.662 Einwohner ermittelt. Die jüngste Volkszählung fand 2015 statt und die Ergebnisse wurden 2016 veröffentlicht.
| Jahr      | 1959   | 1970   | 1979   | 1989   | 2005   | 2008   | 2012   | 2015   |
| Einwohner | 21.641 | 30.311 | 34.791 | 42.333 | 33.724 | 15.000 | 28.662 | 30.432 |

Anmerkung: 1926–1989 Volkszählungsdaten, 2005, 2015 Umfragen, 2008 geschätzt

## Geschichte

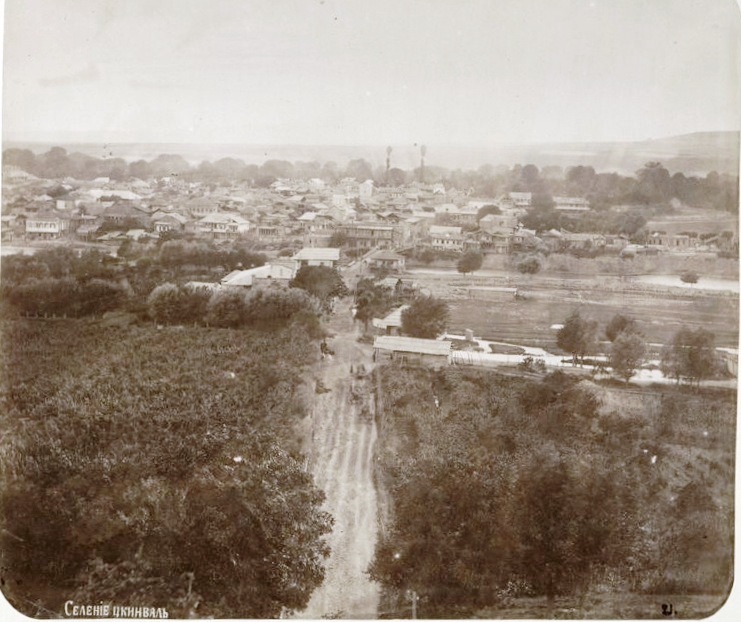
Blick auf Zchinwali, 1886

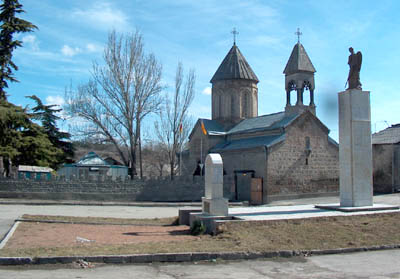
Denkmal für die Opfer des Bürgerkriegs 1990–1992

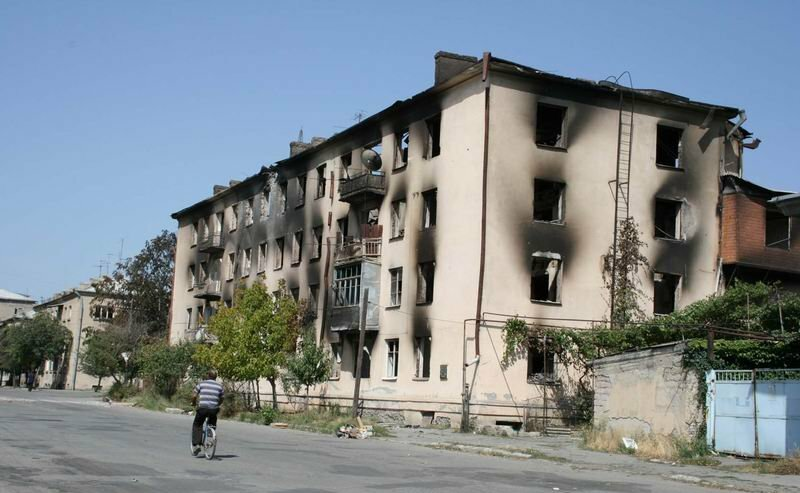
Zerstörtes Gebäude in Zchinwali im August 2008

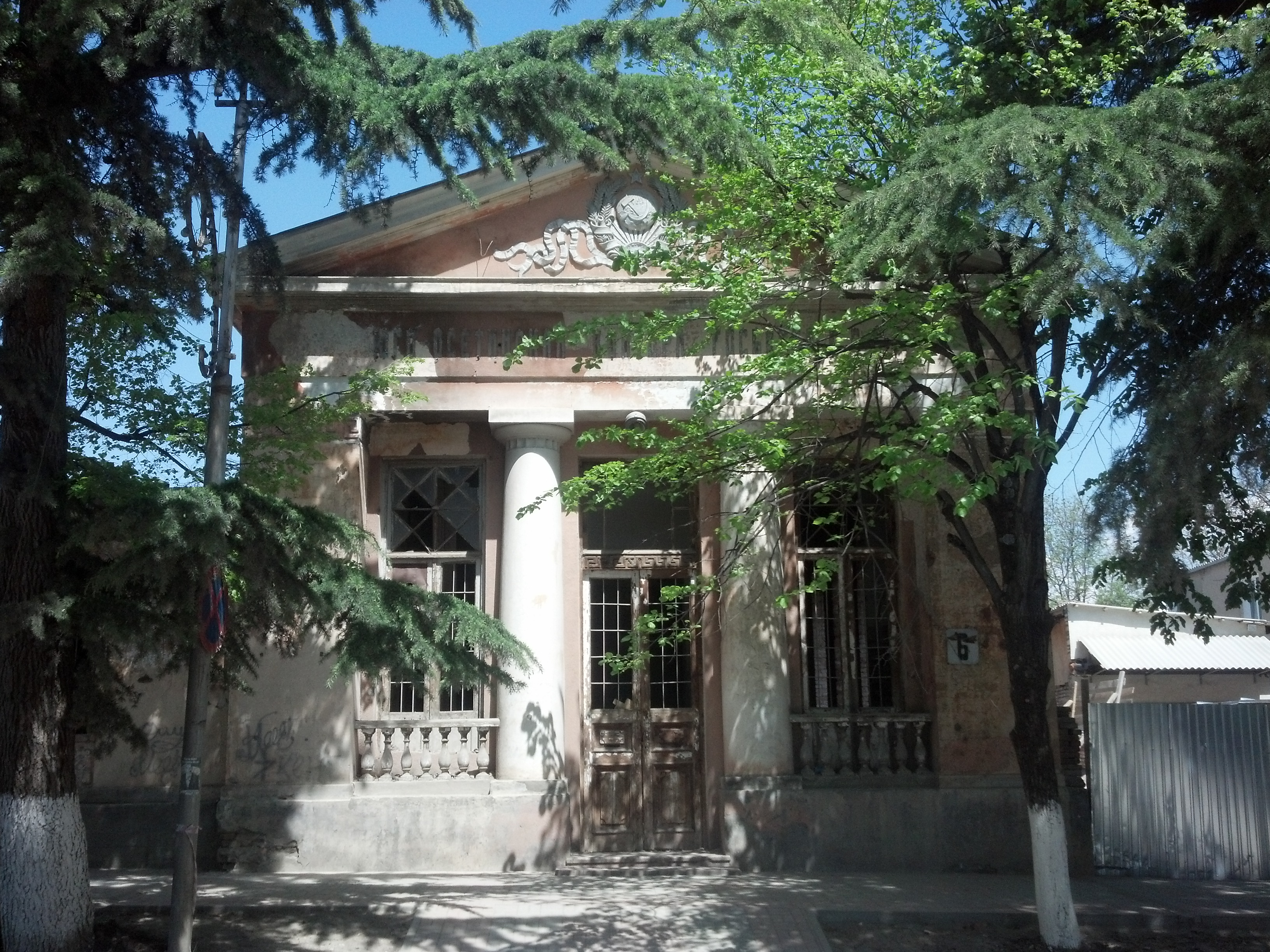
Ehemalige Filiale der Gosbank in der Stadt

Die Gegend um Zchinwali ist bereits seit der Bronzezeit besiedelt. Das heutige Zchinwali wurde erstmals 1398 in georgischen Quellen erwähnt. 1801 fiel die Stadt, wie auch andere Teile Georgiens, an das Russische Reich. Es lag verkehrsgünstig an einer Handelsroute zwischen dem Nordkaukasus und Tiflis und entwickelte sich im Laufe der Zeit zu einem regional bedeutenden Handelsknotenpunkt mit einer durchmischten Bevölkerung aus Georgiern, Juden, Osseten und Armeniern. Nach der russischen Oktoberrevolution im Jahr 1917 kam die Stadt zur neugegründeten Demokratischen Republik Georgien. Von 1918 bis 1920 war die Stadt daraufhin vom georgisch-südossetischen Konflikt geprägt. 1921 besetzte schließlich die Sowjetunion ganz Georgien. Zchinwali wurde daraufhin zum Verwaltungszentrum und Hauptort des Südossetischen Autonomen Gebiets ernannt und bekam Stadtstatus.
Südwestlich der Stadt Zchinwali befindet sich eine umfangreiche Militäranlage, welche aus der Sowjetzeit stammt und ursprünglich aus mehr als 60 Silos für atomare Interkontinentalraketen bestand. Dies ist auch Grund für den vergleichsweise hohen russischen Bevölkerungsanteil der Region.
Georgien war 1990 eine der ersten Teilrepubliken, die sich von der zerfallenden Sowjetunion lossagten. Im südossetischen Gebiet hingegen unterstützte die Mehrheit einen Verbleib bei der Sowjetunion. 1990 sagte man sich als eigenständige Sowjetrepublik von Georgien los, woraufhin es zum Georgisch-Südossetischen Krieg kam, in dem georgische Truppen versuchten, das Gebiet zurückzuerobern. In diesem Krieg, der von 1990 bis 1992 dauerte, wurde Zchinwali stark beschädigt. Es kam zu Kriegsverbrechen, Häuser wurden gebrandschatzt. Zchinwali war zeitweilig in einen ossetisch kontrollierten westlichen Teil und einen georgisch kontrollierten östlichen Teil gespalten. Nach einem durch Russland vermittelten Waffenstillstand wurde Zchinwali 1994 Sitz der Gemeinsamen Kontrollkommission der georgisch-ossetisch-russischen Friedenstruppe unter Oberaufsicht der OSZE.
Während des Kaukasuskrieges 2008 griff die georgische Armee am 8. August Zchinwali an und besetzte Teile der Stadt. Dabei wurden große Teile Zchinwalis zerstört und auch zivile Ziele angegriffen. Daraufhin intervenierten russische Verbände in den Konflikt. Am 9. August zogen sich die georgischen Truppen daher wieder aus der Stadt zurück.
Eine Analyse der Vereinten Nationen, die nach dem Ende der Kämpfe auf der Grundlage von Luftaufnahmen erstellt wurde, stellte fest, dass Teile der Altstadt nahe dem Großen Liachwi sowie Verwaltungsgebäude vollständig zerstört wurden. Die Zahl der schwer beschädigten und zerstörten Gebäude bei den Kämpfen um den 8. August 2008 lag demnach im Stadtgebiet bei etwa 250. Moskaus Bürgermeister Juri Luschkow kündigte im Oktober 2008 an, Russlands Hauptstadt werde über 100 Millionen US-Dollar investieren, um neue Wohnhäuser, Schulen und Einkaufszentren zu errichten. Seit 2009 entsteht mit den Geldern der russischen Hauptstadt ein neuer Stadtteil Moskowski, in dem luxuriöse Wohnungen für ca. 800 Familien errichtet werden.

## Städtepartnerschaften
- Randazzo, Italien[15]
- Saratow, Russland
- Tscherkessk, Russland[16]
- Sochumi, Abchasien in Georgien
- Tiraspol, Transnistrien in der Republik Moldau

## Söhne und Töchter der Stadt
- Josif Kricheli (1931–1988), Großmeister der Schachkomposition
- Ludwig Tschibirow (* 1932), südossetischer Historiker und Politiker
- Merab Eliosischwili (1934–2012), georgischer Schriftsteller
- Alimbek Bestajew (1936–1988), sowjetischer Ringer
- Guram Zchowrebow (1938–1998), sowjetischer Fußballspieler
- Schanna Plijewa (1948–2023), südossetische Komponistin und Pianistin
- Alla Dschiojewa (* 1949), südossetische Politikerin
- Eduard Kokoity (* 1964), Präsident Südossetiens
- Sinaida Bestajewa (* 1967), ehemalige Staatsministerin Georgiens
- Akakios Kachiasvilis (* 1969), Olympiasieger und Weltmeister im Gewichtheben
- Dmitri Sanakojew (* 1969), südossetischer Politiker
- Anatoli Bibilow (* 1970), südossetischer Politiker
- Wadim Bogijew (* 1970), russischer Ringer
- Irakli Okruaschwili (* 1973), ehemaliger Verteidigungsminister Georgiens
- Dawid Sanakojew (* 1976), Politiker; von 2012 bis 2015 Außenminister der Republik Südossetien
- Gennadi Bekojew (* 1981), südossetischer Politiker
- Alan Gaglojew (* 1981), südossetischer Politiker und Militär
- Arsen Kasabijew (* 1987), polnisch-georgischer Gewichtheber